# Ichneumon latecinctus
Ichneumon latecinctus là một loài tò vò trong họ Ichneumonidae.